# Triple-Test
Der Triple-Test (auch bezeichnet als MoM-Test: MoM = Multiples of the Median, englisch: Das Vielfache der Median-Konzentration) ist eine aufgrund der vergleichsweise unsicheren Ergebnisse, die er bringt, umstrittene Methode der Pränataldiagnostik, bei der auf Basis der Konzentration von drei Hormonen im Blut der Schwangeren versucht wird, Rückschlüsse auf Besonderheiten beim ungeborenen Kind zu ziehen. 

## Untersuchungszeitpunkt
Nach Leitlinie einer deutschen Konsensuskonferenz soll der Triple-Test zwischen der 15. und 18. Schwangerschaftswoche (14+0 bis 17+6) und nur in Ausnahmefällen bis zur 20. Schwangerschaftswoche (19+6) durchgeführt werden. Der Triple-Test ist keine Routineuntersuchung und wurde offiziell nie von den Krankenversicherungen bezahlt. Seit 1998 betrachten die Krankenkassen diese Untersuchung stringent als so genannte „individuelle Gesundheitsleistung“ (IGeL), deren Kosten komplett von den Patientinnen zu übernehmen sind. 
Der behandelnde Arzt ist verpflichtet, die Schwangere vor der Untersuchung ausführlich zu beraten und die Vor- und Nachteile in verständlicher Art und Weise zu erörtern. Dazu gehört auch der Hinweis darauf, dass allein durch die Untersuchung keine Diagnosen möglich sind, sondern bei einem Verdacht weitere, zum Teil invasive folgen müssten, um eine Diagnose zu erhalten.

## Was wird untersucht?
Der Triple-Test beinhaltet eine Untersuchung des Blutes der werdenden Mutter.
Bestimmt wird dabei die Konzentration von drei Stoffen:
- α1-Fetoprotein (AFP)
- freies Estriol (uE3 von engl. unconjugated estriol)
- freie β-Kette des Choriongonadotropins (β-hCG).
- Wird zusätzlich zum Triple-Test der Wert des Inhibin A (InhA/Follikulostatin/X-Hormon) mitbestimmt und ausgewertet, spricht man vom Quadruple-Test.

Die gemessenen Konzentrationen der Stoffe werden im Computer ausgewertet. Die ermittelten Werte sind oft in MoM angegeben, daher auch die Bezeichnung MoM-Test als Synonym für Triple-Test. Der MoM-Wert besagt, um das Wievielfache der jeweilige Wert höher oder niedriger ist als der mediane Wert.

## Auswertung
Unter Berücksichtigung des mütterlichen Alters, des Körpergewichts der Schwangeren, vorausgegangenen Schwangerschaften mit einem Kind mit Chromosomenaberration sowie der genauen Schwangerschaftsdauer (Gestationsalter/Schwangerschaftsalter) zum Zeitpunkt der Blutabnahme wird u. a. eine Durchschnittswahrscheinlichkeit für ein Down-Syndrom (Trisomie 21) beim Säugling errechnet.
Bei manchen Schwangeren, die ein Kind mit Down-Syndrom erwarten, sind die Werte für Alpha-1-Fetoprotein und E3 vermindert, für β-hCG sind sie dagegen erhöht. 
Bei Schwangerschaften mit einem Kind mit Edwards-Syndrom (Trisomie 18) finden sich gehäuft verringerte Werte für AFP, HCG und Östriol; der AFP-Wert liegt oft unter 60 % des üblichen Medianwertes.
Deutliche Erhöhungen der Werte können neben einer Chromosomenbesonderheit auch auf eine Mehrlingsschwangerschaft oder Komplikationen wie z. B. Blasenmole oder ein Chorion-Karzinom hinweisen, die allerdings nichts mit dem Embryo zu tun haben.
Das Alpha-1-Fetoprotein wird vom entodermalen Gewebe des ungeborenen Kindes gebildet. Eine deutlich erhöhte Alpha-1-Fetoprotein-Konzentration kann auf eine offene Fehlbildung der Bauchwand (z. B. eine Bauchspalte) oder des Neuralrohrs (Neuralrohrdefekte wie eine Spina bifida aperta oder Anenzephalie) hinweisen, da bei diesen Besonderheiten das Alpha-1-Fetoprotein ins Fruchtwasser und darüber auch ins Blut der Schwangeren gelangt: Bei Neuralrohrfehlbildungen beispielsweise kommt es zum Austritt von fetaler Gehirn- und Rückenmarksflüssigkeit in das Fruchtwasser. Dadurch ist das AFP im Fruchtwasser erhöht und geht schließlich auch in erhöhter Konzentration in den Blutkreislauf der Schwangeren über.
Allerdings zeigen erhöhte Alpha-1-Fetoprotein-Werte lediglich in etwa zwei bis drei von 100 Fällen solche Besonderheiten beim Kind an, denn erhöhte Alpha-1-Fetoprotein-Werte liegen auch bei z. B. Mehrlingsschwangerschaft oder ungenau angegebenem Schwangerschaftsalter (Gestationsalter) vor. Die gemessenen Werte lassen daher keine genaue Aussage darüber zu, welche Besonderheit beim Kind vorliegen könnte.

## Einflüsse auf das Ergebnis
Das Ergebnis des Triple-Tests wird durch viele Faktoren beeinflusst:
Häufig ist z. B. die zu Grunde gelegte Schwangerschaftsdauer nicht exakt. Selbst Abweichungen von nur einer Woche können bereits extreme Schwankungen der errechneten Wahrscheinlichkeit hervorrufen.
So bescheinigt der Test z. B. durchschnittlich 100 von 1.000 Schwangeren eine erhöhte Wahrscheinlichkeit dafür, dass ihr Kind ein Down-Syndrom hat. Von diesen 100 Frauen erwartet aber dann nur eine tatsächlich ein Kind mit dieser chromosomalen Besonderheit.
Durchschnittlich 40 von 1.000 Frauen wird eine erhöhte Wahrscheinlichkeit für ein Kind mit einer Neuralrohrfehlbildung bescheinigt. Tatsächlich erwarten nur zwei dieser 40 Frauen ein Kind mit Spina bifida aperta, bei Anenzephalie sind es noch weniger.

## Kritik
Der Test dient dazu, diejenigen Schwangeren zu identifizieren, die eine statistisch gesehen erhöhte Wahrscheinlichkeit haben, ein Kind mit einer chromosomalen Besonderheit oder einer Neuralrohrfehlbildung zu erwarten, damit ihnen speziell eine weiterführende Diagnostik empfohlen werden kann, denn es handelt sich beim Triple-Test lediglich um einen Suchtest und nicht um eine diagnostische Untersuchung. Aufgrund dessen wird ein Teil der Kinder mit einer entsprechenden Besonderheit nicht erkannt (Restrisiko durch ein falsch negatives Ergebnis) und der Test liefert vielfach falsche Prognosen (falsch positives Ergebnis).
Der Test bringt eine auf Statistiken beruhende individuelle Wahrscheinlichkeitsangabe, deren Aussagekraft bei vermuteter Chromosomenbesonderheit ggf. durch eine invasive Untersuchung (z. B. Chorionzottenbiopsie oder Amniozentese) abgeklärt werden müsste. Denn nur durch eine Chromosomenanalyse lassen sich chromosomale Besonderheiten mit hoher Sicherheit diagnostizieren.
Bei vermuteter körperlicher Auffälligkeit kann eine Abklärung meist durch nach heutigem Wissen für Mutter und Kind ungefährliche Feinultraschall- bzw. durch 3D-Ultraschall- oder 4D-Ultraschalluntersuchungen erfolgen.